# 216439 Lyubertsy
216439 Lyubertsy este un asteroid din centura principală de asteroizi.

## Descriere
216439 Lyubertsy este un asteroid din centura principală de asteroizi. A fost descoperit pe 15 martie 2009 la Tzec Maun de Léonid Vladimirovitch Élénine. Asteroidul prezintă o orbită caracterizată de o semiaxă mare de 2,70 ua, o excentricitate de 0,06 și o înclinație de 11,3° în raport cu ecliptica.